# Wapnica (Wolin)

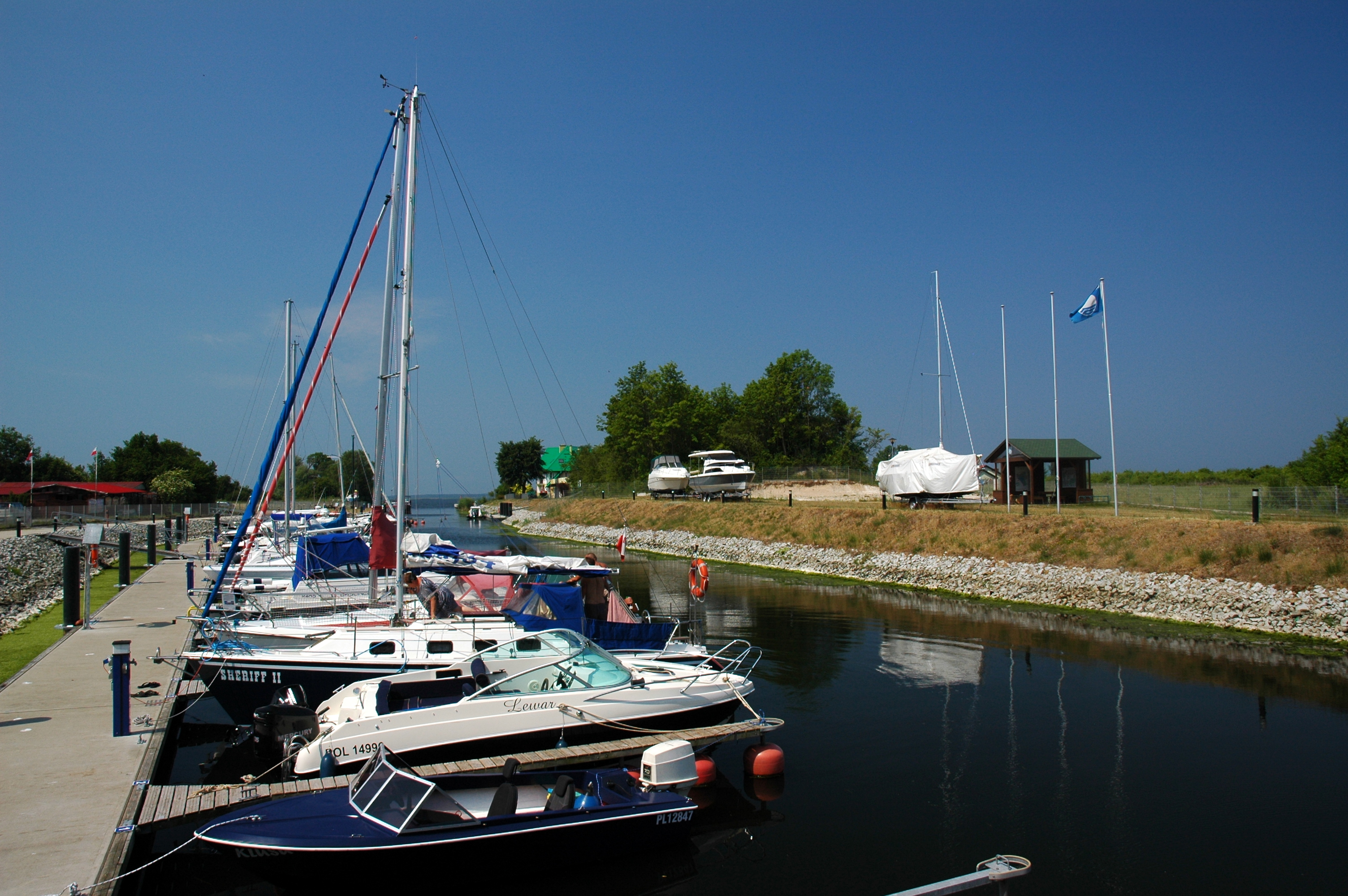
Marina in Wapnica

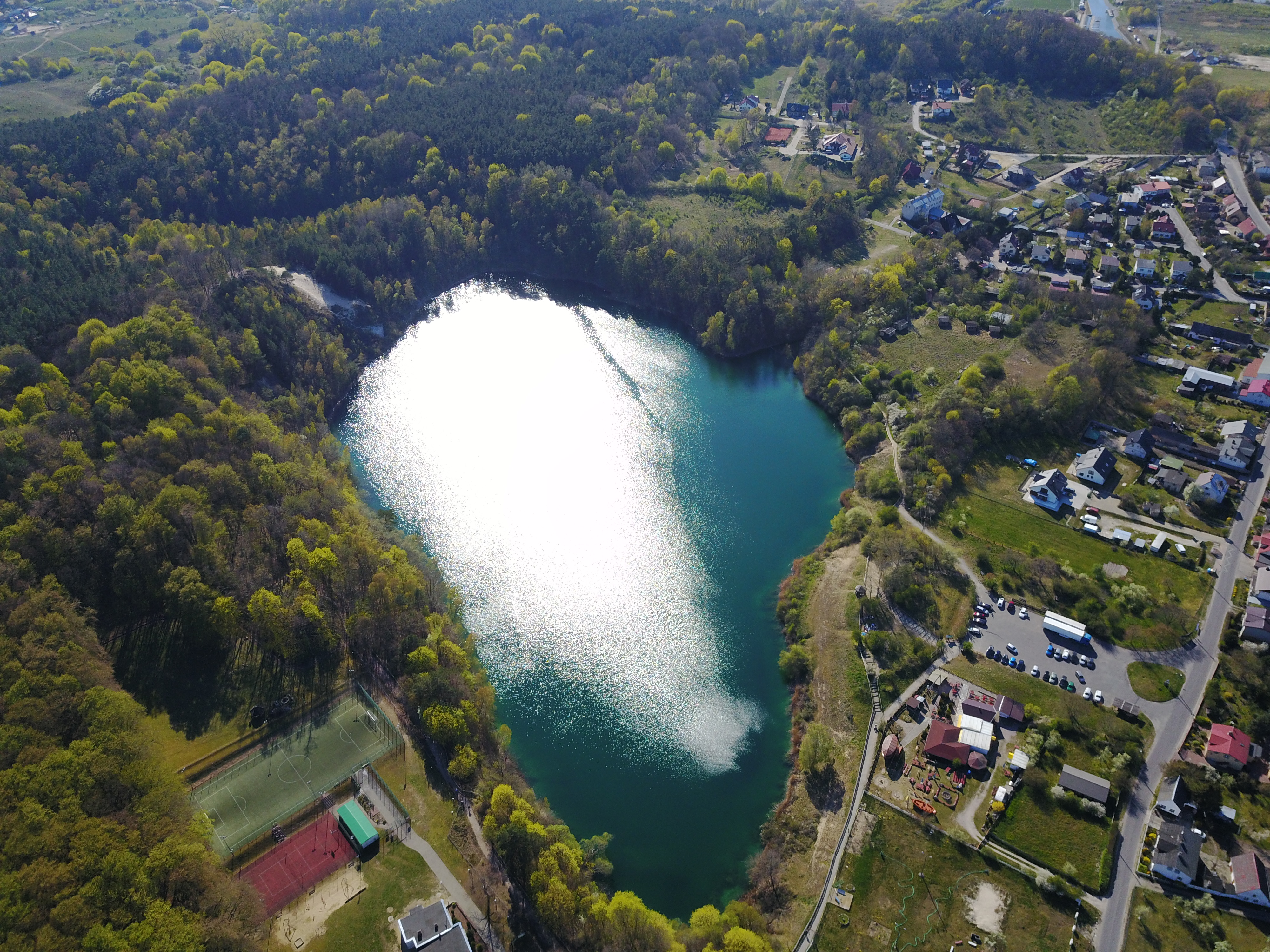
Jezioro Turkusowe (Türkissee)

Wapnica [vapˈɲit͡sa] (ehemals deutsch Kalkofen) ist ein kleines Dorf auf der Insel Wolin. Es gehört zur Gemeinde Międzyzdroje (deutsch Misdroy) im Powiat Kamieński (Kreis Cammin) der polnischen Woiwodschaft Westpommern.

## Geographische Lage
Der Ort liegt in einem sumpfreichen Tal, einem verlandeten ehemaligen Teil des Stettiner Haffs, im südwestlichen Bereich der Misdroy-Lebbiner Endmoräne, unmittelbar nördlich von Lubin (ehemals Lebbin). Der Ort hat einen kleinen, kanalförmigen Segler- und Fischerhafen mit einem 175 m langen Betonkai am Wicko Wielkie (deutsch: Großer Vietziger See), einer Bucht des Stettiner Haffs, und einen Badestrand südlich der Hafenmole. In dem sich etwa 2 km nach Osten erstreckenden Tal liegen die beiden kleinen, zu Wapnica gehörenden Waldsiedlungen Kępa und Trzciągowo (deutsch Stengow). Nördlich des Dorfs führt die Landstraße nach Międzyzdroje am Ostufer des Wicko Małe (Kleiner Vietziger See) entlang, durch Wicko (Vietzig) und vorbei an Zalesie, der früheren Laatziger Ablage, an dessen Nordende, wo früher die Badegäste für Misdroy per Dampfer angelandet wurden.

## Das Dorf

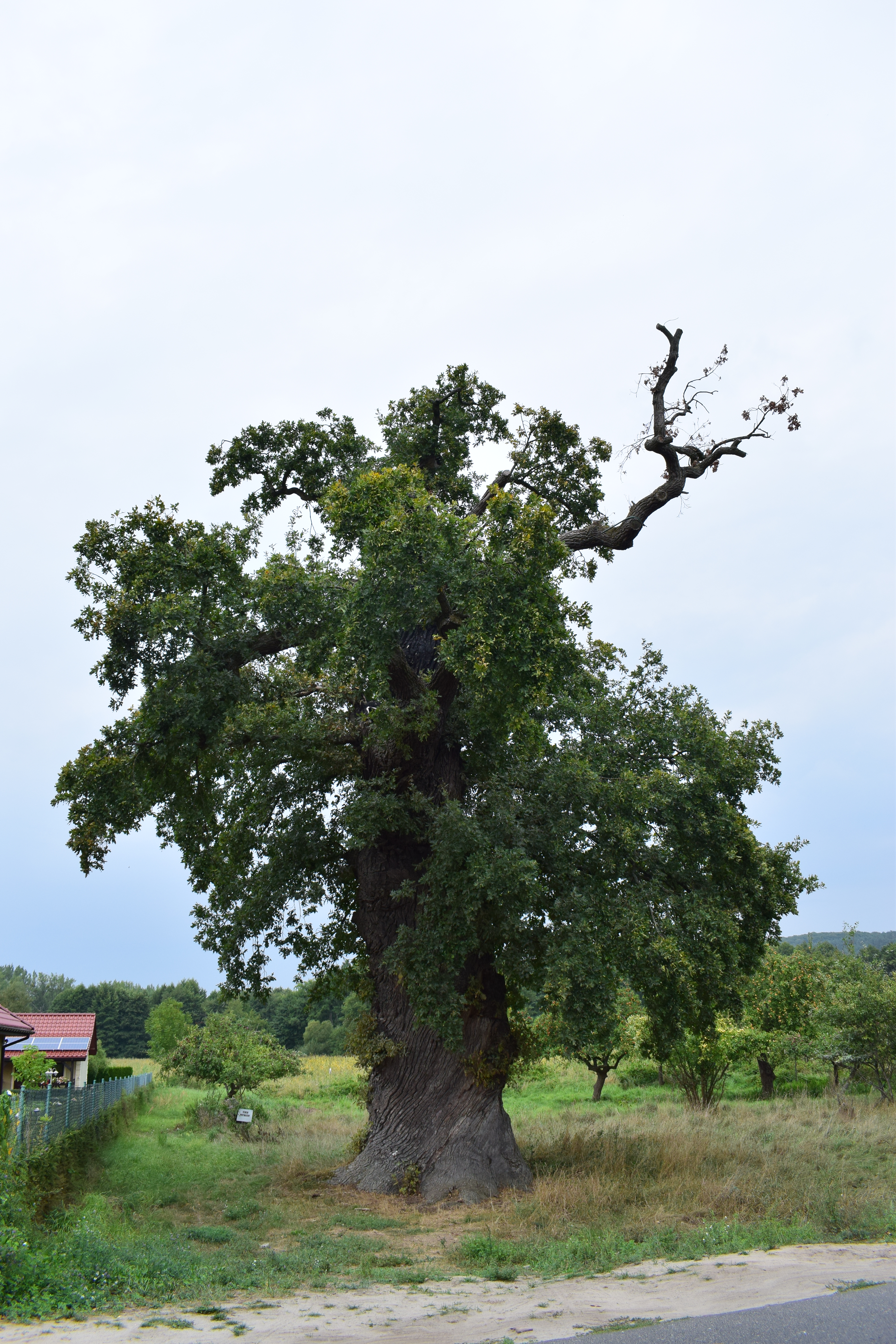
Die Eiche „Dąb Prastary“

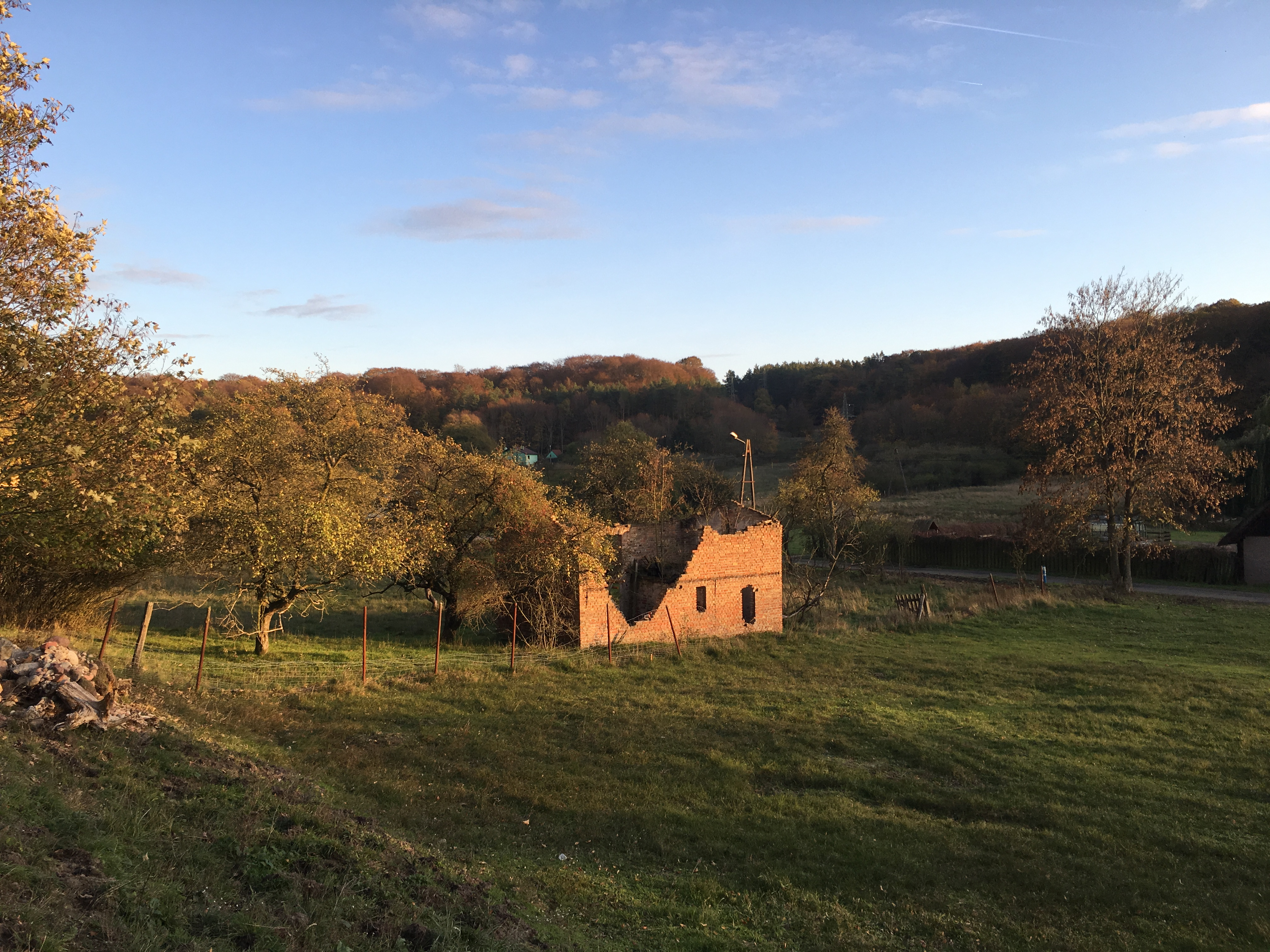
Verfallendes Gebäude (2019)

Das Dorf, einst Heimat von Fischern und Kleinbauern, dann mehrheitlich von Gruben- und Fabrikarbeitern der örtlichen Kreide- und Kalkindustrie, hat etwa 350 Einwohner und ist heute wirtschaftlich eher auf Fremdenverkehr angewiesen. Im Ort gibt es mehrere Motels, und im Juli/August wird das Schulgebäude als Sommerherberge genutzt.
In der Dorfaue steht eine auf etwa 450 Jahre Alter geschätzte Eiche, die „Dąb Prastary“ (die Uralte), mit einem Umfang von 6,5 Metern und einer Höhe von 21 Metern.
Am Südostrand von Wapnica befindet sich der etwa 400 × 250 m große und von Buchenwald umgebene Jezioro Turkusowe (Türkissee), ein beliebtes Ausflugsziel. Der See entstand durch das Volllaufen einer aufgegebenen Kreidegrube und ist Teil des Nationalparks Wolin (Woliński Park Narodowy).

## Verwaltungsgeschichte
Kalkofen bildete bis 1937 eine Landgemeinde im Amtsbezirk Lebbin, Landkreis Usedom-Wollin in der preußischen Provinz Pommern. Zu der Gemeinde gehörten keine weiteren Wohnplätze. 1925 hatte Kalkofen eine Wohnbevölkerung von 535 Einwohnern in 160 Haushaltungen. Kalkofen gehörte zum Bezirk des Amtsgerichts in Wollin. Die Einwohner waren nahezu ausnahmslos evangelisch und ihre Gemeinde gehörte zum Kirchspiel Lebbin. Am 1. April 1937 wurde Kalkofen zusammen mit den Nachbargemeinden Stengow und Vietzig nach Lebbin eingemeindet.
Anfang Mai 1945 wurde die Insel Wolin von der Roten Armee besetzt und anschließend, mit ganz Hinterpommern, Teil Polens. 1947 wurde das Dorf, ebenso wie Lubin, nach Międzyzdroje eingemeindet, das gleichzeitig Stadtrecht erhielt. Von 1973 bis 1984 war Międzyzdroje mit den eingemeindeten Dörfern ein Stadtteil von Świnoujście (Swinemünde). Seitdem ist es wieder eine eigenständige Stadt- und Landgemeinde.

## Geschichte
Bereits im 16. Jahrhundert wurden die in der Gegend zu Tage tretenden Kreidekalke und Kreidemergel aus dem Oberturon zum Bleichen von Textilien und als Düngemittel genutzt, und eine Kalkbrennerei wird schon im Jahre 1578 erwähnt. Die Siedlung selbst wurde 1771 unter Friedrich dem Großen gegründet, als man Kolonisten dort zu äußerst günstigen Bedingungen Bau- und Ackerland gab, damit sie neue Bauernstellen schufen. Zwar war die Kalkgewinnung aus den Kreidelagern der benachbarten Hügel von der königlichen Amtsverwaltung Wollin bereits als nicht mehr einträglich aufgegeben worden, aber Amtsuntertanen durften weiterhin Kalk zum Bau ihrer Häuser brechen.
Bereits im September 1770 war der Oberbaurat Friedrich Holsche im Auftrag der Bergbau- und Hüttenkommission als Teil des Generaldirektoriums vor Ort und besichtigte Kalkgrube und Brennofen bei Stengow. Der dortige Kalk hatte einen schlechten Ruf, da er wegen der eingeschlossenen Feuersteine beim Weißen und Putzen von den Wänden platzte. Die Kalkgrube selbst machte einen sehr verwüsteten Eindruck. Auch der Brennofen und das dazu gehörende Gehöft machten einen schlechten Eindruck, sodass Holsche umfangreiche Verbesserungsvorschläge unterbreitete.
Gegen Ende des 18. Jahrhunderts erwarb der Kolonist Christian Küster Land in dem kleinen Weiler Stengow am Ostende des Tals, allerdings mit der Auflage, als neuer Besitzer Kalk weder zu brechen noch zu brennen. Als diese Beschränkung im Jahre 1802 aufgehoben wurde, begann Küster mit dem Ausbeuten einer Kalkgrube im nahen Wald. Sein Sohn, der Fischer und Landwirt Ludwig Küster baute sich ein Haus in Kalkofen, intensivierte den Ausbau einer großen Kreidegrube zwischen Kalkofen und Stengow und errichtete dort Kalköfen und Formereien. Der Betrieb florierte, und Küster wurde wohlhabend. Aus der kleinen Siedlung wurde durch den Zuzug von Arbeitern und Angestellten das ansehnliche Dorf Kalkofen. Von der Grube führte ein Fahrweg zum Großen Vietziger See, und dort wurde ein kurzer Stichkanal angelegt, wo Lastkähne und kleine Schiffe Kalk luden, um diesen nach Stettin, die Oder aufwärts, in die Orte um das Stettiner Haff und auch an die pommersche Ostseeküste zu bringen.

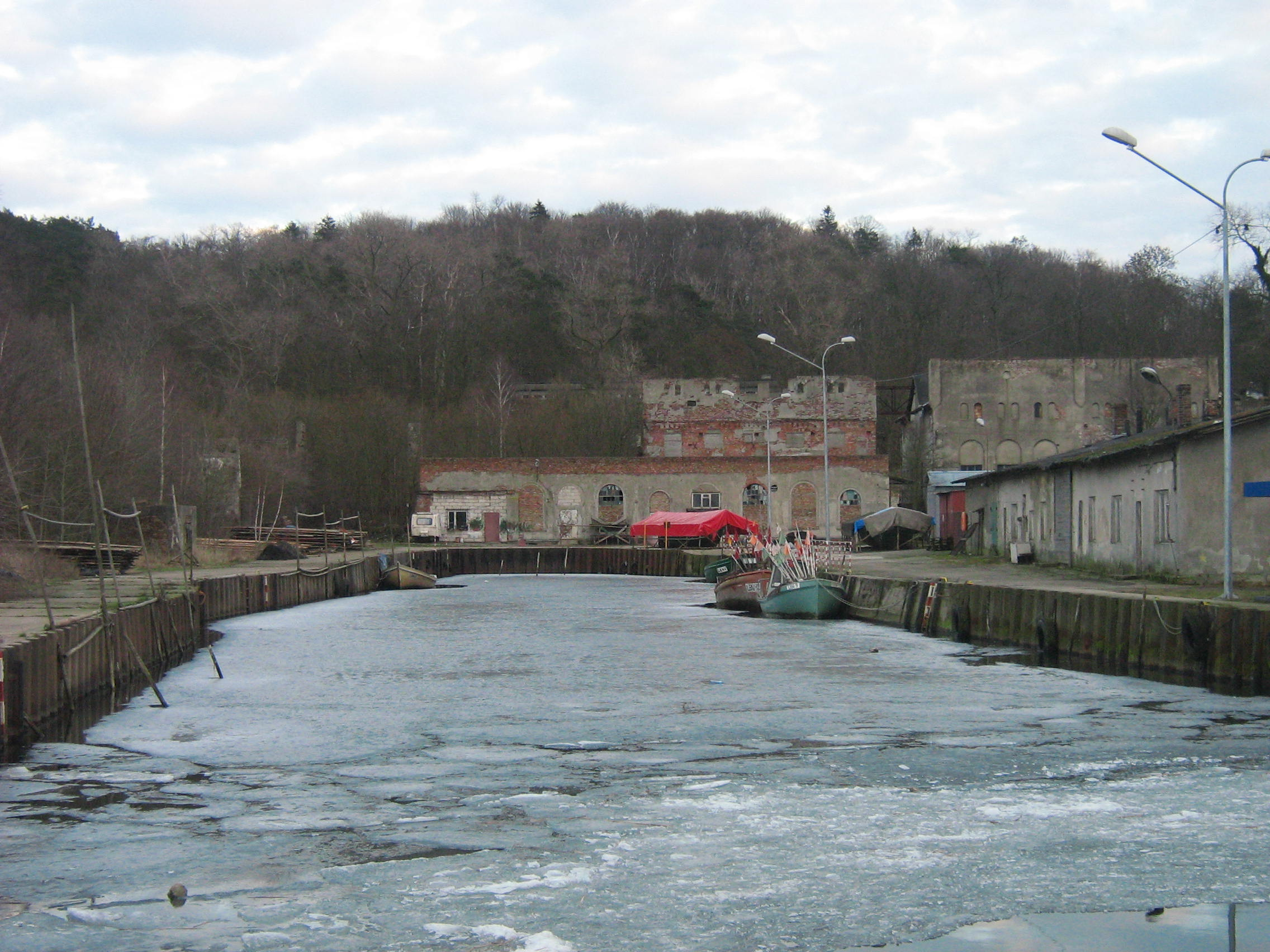
Der ehemalige Fabrikhafen und Reste der Zementfabrik Lebbin (Februar 2009)

1855 verkaufte Ludwig Küster seine große Kreidegrube und die dazugehörigen Kalköfen und konzentrierte sich auf die Bewirtschaftung seines landwirtschaftlichen Gutes. (Einige kleinere Gruben blieben im Besitz der Familie.) Käufer war der Stettiner Unternehmer Johannes Quistorp, der die Kreide in großem Stil für seine 1855 am Ufer des Großen Vietziger Sees zwischen Lebbin und Kalkofen errichtete Portlandzementfabrik abbauen ließ. Die Fabrik war die zweite in Deutschland und zeitweise die größte Europas; um 1890 hatte sie etwa 600 Beschäftigte. Die Kreide wurde per Schmalspurbahn und Luftseilbahn zur Fabrik befördert, und vom fabrikeigenen Hafen wurde der Zement per Schiff abtransportiert. Quistorp ließ in Lebbin etwa 150 Werkswohnungen und weitere soziale Einrichtung für seine Arbeiter bauen. Als der örtliche Kreideabbau für die Zementproduktion nicht mehr ausreichte, ließ sein Sohn und Erbe Martin Quistorp ab 1899 Kreide von der Insel Rügen mit eigenen Schiffen wie der Lebbin II über den Lebbiner Fabrikhafen anliefern. Auch die in den Jahren 1899 und 1901 in Wolgast in Betrieb genommenen Quistorp’schen Zementfabriken wurden auf diese Weise mit Kreidekalk versorgt.
Anfang der 1930er Jahre geriet die Zementfabrik Lebbin in eine schwere Absatzkrise, und sowohl die Zementproduktion als auch der Kreideabbau mussten zeitweise eingestellt werden, wurden dann aber wieder aufgenommen, wobei der Grubenbetrieb nunmehr weitgehend mechanisiert wurde. Bis fast zum Ende des Zweiten Weltkriegs wurde noch Kreide aus der großen, tief und steil in den Boden getriebenen Kalkofener Grube gebrochen.
Nach Kriegsende wurden die Fabrik- und Grubenanlagen im Sommer 1945 demontiert und als Reparationszahlungen in die Sowjetunion gebracht. Die Grube wurde sich selbst überlassen und lief voll Wasser. Im Jahr 1948 wurde das Wasser abgepumpt, die notwendigen Anlagen wurden aufgebaut und die Kalkförderung wurde wieder aufgenommen. Weil jedoch der Kalkabbau mit der Zeit immer aufwendiger und die Grube immer tiefer wurde, wurde die Förderung 1954 endgültig eingestellt und die Grube füllte sich in den folgenden Jahren wieder mit Wasser.

## Der Türkissee

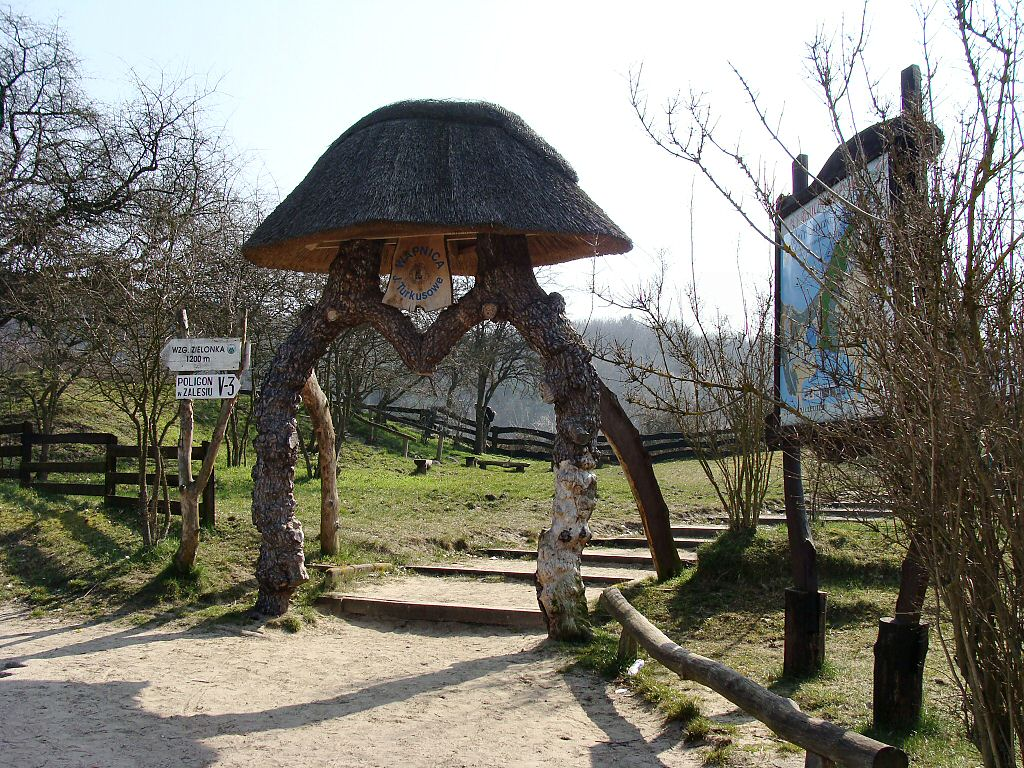
Eingang zum Türkissee

Der in der Grube entstandene türkisfarbene See Jezioro Turkusowe (Türkissee) ist 21,2 m tief und 6,74 ha groß und ein beliebtes Ausflugsziel. Der See hat zwei oder drei Grundwasserabflüsse am Grubenboden, und sein Wasserspiegel liegt seit 1960 auf dem gleichen Niveau wie der des Stettiner Haffs, 2,6 Meter über dem Meer.
Seinen Namen verdankt der See der blau-grünen Farbe seiner Wasseroberfläche, was ihm einen ungewöhnlichen Charakter gibt. Die türkisgrüne Färbung entsteht durch die Brechung und Zerstreuung des Sonnenlichts im klaren Wasser und des Lichtreflexes vom weißen, kalkhaltigen Grubenboden. Rund um den See führt seit 2005 ein Wanderweg mit schönen Aussichtspunkten, besonders vom Piaskowa Góra (Sandberg) am Südufer des Sees.

## Persönlichkeiten
- Ernst Küster (1839–1930), deutscher Chirurg
- Konrad Küster (1842–1931), deutscher Arzt und Publizist
- Ludwig Küster (1794–1874), deutscher Gutsbesitzer und Industrieller
- Johannes Quistorp (1822–1899), deutscher Unternehmer, Besitzer der Kreidegrube in Kalkofen